# Colobothea fasciatipennis
Colobothea fasciatipennis är en skalbaggsart som beskrevs av Linsley 1935. Colobothea fasciatipennis ingår i släktet Colobothea och familjen långhorningar.
Artens utbredningsområde är:
- Honduras.
- Panama.

Inga underarter finns listade i Catalogue of Life.